# Ponta do Sol (Capo Verde)
Ponta do Sol è un centro abitato di Capo Verde, situato sull'isola di Santo Antão.